# 布罗克多夫
布罗克多夫（德語：Brokdorf）是德国石勒苏益格－荷尔斯泰因州的一个市镇。总面积19.79平方公里，总人口980人，其中男性490人，女性490人（2011年12月31日），人口密度50人/平方公里。